# Tycho van Meer
Tycho van Meer, né le 30 septembre 1974 à Eindhoven, est un joueur néerlandais de hockey sur gazon.

## Palmarès
- Médaille d'or aux Jeux olympiques d'Atlanta en 1996[1]